# Cisterne (biologie)

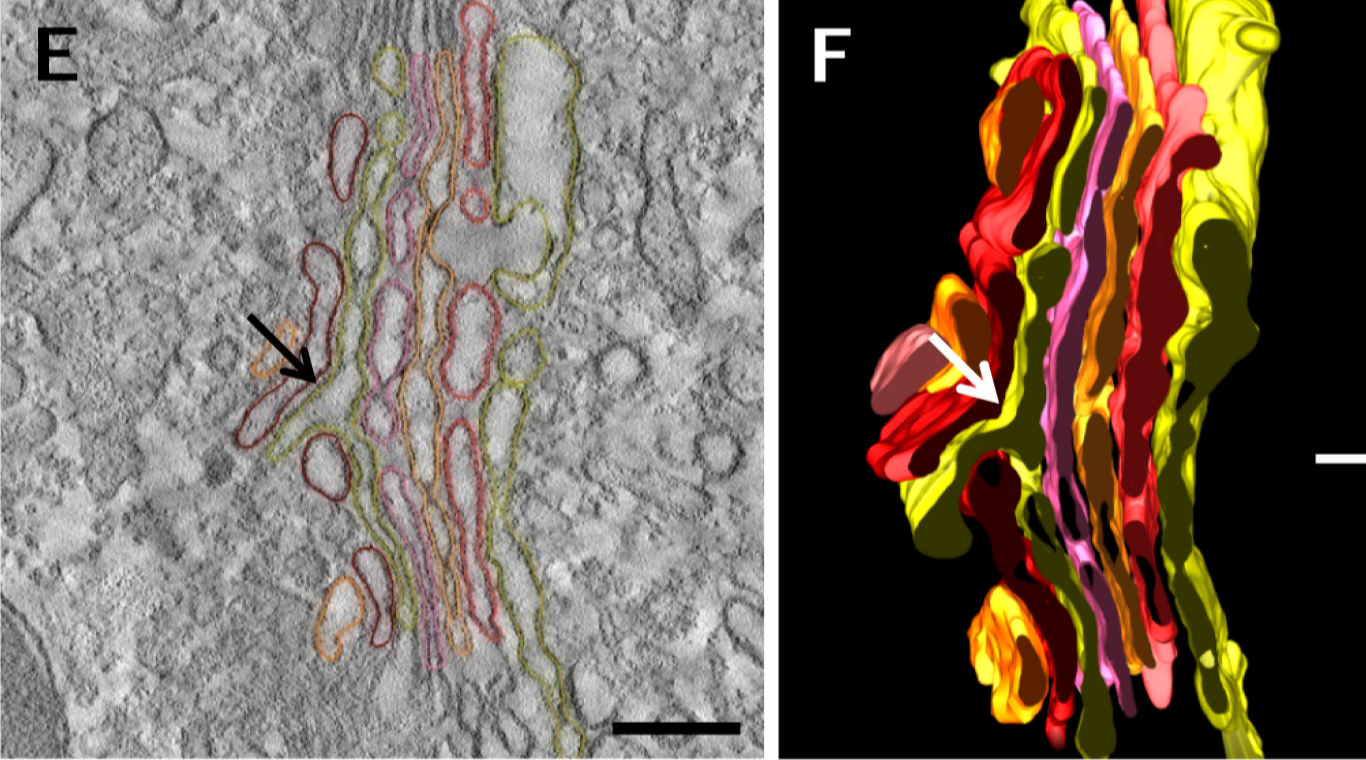
Cisternen van het golgiapparaat (gekleurd)

Een cisterne (Engels: cisterna) is een afgeplat membraanblaasje in het golgiapparaat of endoplasmatisch reticulum. Cisternen worden gevormd door stapeltjes van op elkaar liggende membraanzakjes. Ze zijn van centraal belang voor de verwerking, lokalisatie en modificatie van nieuwgevormde eiwitten.
Het golgiapparaat wordt verdeeld in drie hoofdzones: de cis-zijde van het golgicomplex (dicht bij het endoplasmatisch reticulum), het mediale gedeelte, en de trans-zijde (gericht naar het celmembraan). Elke cisterne bevat specifieke enzymen die zorgen voor post-translationele modificaties, zoals glycosylering en fosforylering.